# Studtite
La studtite est un peroxyde d'uranyle de formule UO2(O2)(H2O)2.2H2O. C'est un minéral formé par radiolyse alpha de l'eau. La métastudtite est le résultat de la déshydratation de UO2(O2)(H2O)2.2H2O, soit UO2(O2)(H2O)2.

## Historique de la description et appellations

### Inventeur et étymologie
La studtite a été découverte par Vaes en 1947 à Shinkolobwe au Congo. Ce minéral se prénomme ainsi en l'honneur de Franz Edward Studt, prospecteur et géologue britannique, auteur de la première carte géologique du Katanga, Congo (1913).

### Synonymes
La studtite est couramment appelée tétraoxyde d'uranium, en particulier lors de son utilisation dans le cadre du cycle du combustible nucléaire.

## Caractéristiques physico-chimiques

### Composition chimique
La studtite, de formule UO2(O2)2(H2O)2.2H2O, a une masse moléculaire de  374,09  u. Elle est donc composée des éléments suivants :
| Élément | Nombre (formule)    | Masse des atomes (u) | % de la masse moléculaire |
| ------- | ------------------- | -------------------- | ------------------------- |
| H       | 8                   | 1,00                 | 2,16 %                    |
| O       | 8                   | 15,99                | 34,22 %                   |
| U       | 1                   | 238,03               | 63,63 %                   |
|         | Total : 17 éléments | Total : 374,09 u     | Total : 100 %             |

Les impuretés sont fréquentes. Le minerai naturel renferme souvent du plomb ou des carbonates CO32−

### Cristallographie
La studtite cristallise dans le système cristallin monoclinique. Son groupe d'espace est C2/c. L'ion uranyle est entouré de deux peroxydes bidentés pontants ainsi que deux molécules d'eau libres : ainsi la studtite se présente sous la forme d'une chaîne infinie {UO2(O2)(H2O)}n. Ces chaînes sont orientées suivant la direction c. Entre ces chaînes sont présentes des molécules d'eau d'hydratation.

### Propriétés chimiques
La studtite se déshydrate à 70 °C pour donner la métastudtite. La métastudtite se présente sous forme de chaînes UO2(O2)(H2O)n, comme pour la studtite, avec perte des molécules d'eau entre les chaînes.

## Croissance des minéraux

### Synthèse
La synthèse de ce minéral à l'état pulvérulent est relativement aisée au laboratoire, il suffit d'ajouter du peroxyde d'hydrogène H2O2 à une solution de nitrate d'uranyle UO2(NO3)2.

## Galerie

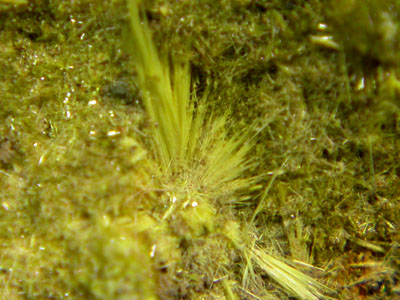
Aiguilles de studtite